# Pectiniunguis amphibius
Pectiniunguis amphibius är en mångfotingart som beskrevs av Chamberlin 1923. Pectiniunguis amphibius ingår i släktet Pectiniunguis och familjen småjordkrypare. Inga underarter finns listade i Catalogue of Life.